# 사무에

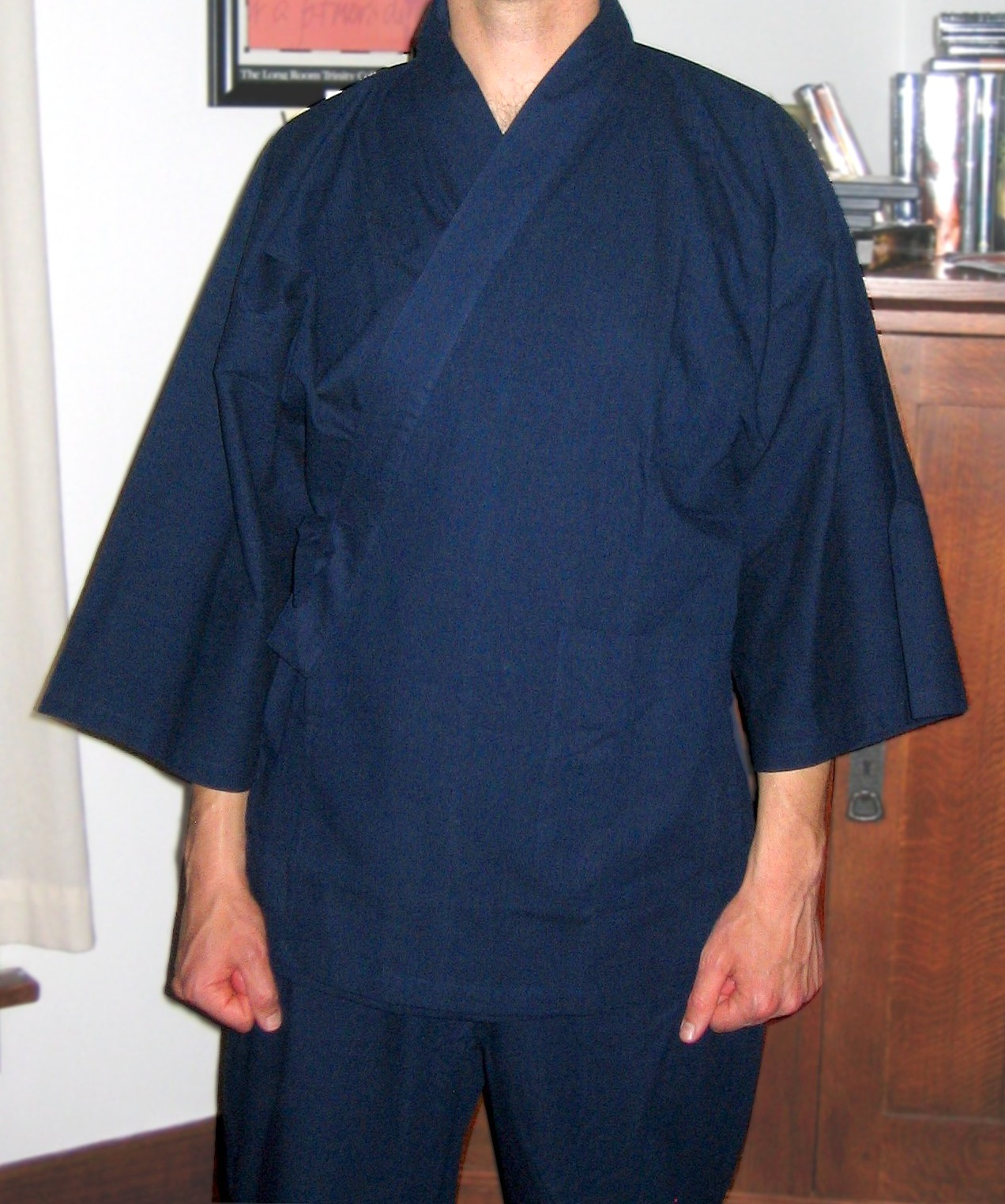

사무에(作務衣)는 일본의 선의 승려들이 입는 옷이다. 목화와 아마포로 만들어지며, 전통적으로 남색이나 갈색으로 염색한다. 절에서 승려들이 사무에를 입는 것은 의무다.